# Saint Jhn
Saint Jhn, pseudonimo di Carlos St. John Phillips (Brooklyn, 26 agosto 1986), è un rapper, cantautore e produttore discografico statunitense, meglio noto per Roses (Imanbek Remix), numero uno nella Official Singles Chart e successo globale riconosciuto con il Grammy Award alla miglior composizione remixata, non classica.

## Biografia
Carlos St. John Phillips è nato a Brooklyn, New York ed è di origini guyanesi. Crescendo, trarscorse il suo tempo tra Brooklyn e la Guyana. Iniziò a creare musica all'età di 12 anni e fu ispirato dal fratello maggiore che avrebbe suonato nel quartiere con gli amici. Scrisse la sua prima canzone nel suo primo anno di liceo mentre viveva in Guyana.
La madre di Jhn, Sharon Rosita St. John, nata in Guyana, è stata per breve tempo un'attrice per la televisione britannica (incluso il ruolo di Kate Moses in Brookside) prima di trasferirsi negli Stati Uniti negli anni '80.
Prima di adottare il nome d'arte di Saint Jhn, si esibì usando il suo nome di nascita, Carlos St. John (o Carlos Saint John). Nel 2010, pubblicò un EP The St. John Portfolio e un mixtape In Association con il suo nome di nascita. Poco dopo, fu portato a Los Angeles dal dirigente musicale, Zach Katz. Per due mesi scrisse canzoni per Rihanna, ma nessuno dei suoi dischi fu accettato. Dopo essere tornato a casa, Jhn scrisse No Interruption per Hoodie Allen nel 2012.
Negli anni seguenti, Jhn scrisse canzoni per Kiesza, Gorgon City e Nico & Vinz, tra gli altri. Nel 2016, guadagnò un credito da scrittore per le canzoni di Usher, Crash e Rivals, entrambe apparse nel suo album Hard II Love. Sempre nel 2016, venne pubblicata la sua prima canzone con il soprannome, Saint Jhn, intitolata 1999. Lo seguì con altri due brani nel 2016, Roses e Reflex. Ad ottobre 2016 fu annunciato che Jhn sarebbe stato l'artista di apertura dei concerti di Post Malone alla West Coast statunitense.
Nel febbraio 2017, l'album di Jidenna, The Chief, fu pubblicato con la canzone Helicopters/Beware che ebbe scritto insieme a Jhn. Il mese seguente, Jhn pubblicò un'altra traccia, 3 Below. Nell'ottobre di quell'anno, si esibì a due festival, Rolling Loud e Voodoo Experience. Uscì anche un'altra nuova canzone, Hermes Freestyle. Nel febbraio 2018, Jhn pubblicò I Heard You Got Too Litt Last Night. Un mese dopo, avvenne la pubblicazione del brano Albino Blue, e il 30 marzo dello stesso anno fu messo in commercio il suo album di debutto, Collection One.
Nel 2020 ha visto la svolta internazionale grazie al remix di Imanbek Roses (Imanbek Remix), che ha raggiunto la vetta delle classifiche di quindici paesi, fra cui Australia, Canada e Regno Unito. Nel novembre successivo ha pubblicato il suo terzo album in studio, While the World Was Burning, che include collaborazioni con artisti come Kehlani e Kanye West; nella settimana successiva ha inoltre pubblicato una seconda collaborazione con quest'ultimo, intitolata Smack DVD.

## Discografia

### Album in studio
- 2018 – Collection One
- 2019 – Ghetto Lenny's Love Songs
- 2020 – While the World Was Burning
- 2025 – Festival Season

### EP
- 2018 – The St. John Portfolio

### Mixtape
- 2010 – In Association

### Singoli
- 2016 – 1999
- 2017 – Some Nights
- 2018 – Nigga Shit (Swoosh)
- 2018 – McDonalds Rich
- 2018 – White Parents Are Gonna Hate This
- 2019 – Trap (feat. Lil Baby)
- 2019 – Brown Skin Girl (con Beyoncé e Wizkid feat. Blue Ivy Carter)
- 2019 – Anything Can Happen (feat. Meek Mill)
- 2019 – Roses (Imanbek Remix)
- 2020 – Famous (con Octavian e Gunna)
- 2020 – Gorgeous
- 2020 – Sucks to Be You
- 2020 – Smack DVD
- 2021 – Just for Me (con SZA)
- 2021 – Si te vas (con Tainy e Yandel)
- 2021 – The Best Part of Life
- 2022 – For the Squadron
- 2022 – The Best Part of Life
- 2022 – Stadiums (con London on da Track)
- 2023 – Overstimulated
- 2023 – You Laughed at Me

### Collaborazioni
- 2020 – Been Thru This Before (Marshmello e Southside feat. Giggs & Saint Jhn)

## Riconoscimenti
- BET Awards
  - 2020 – BET Her Award per Brown Skin Girl[19]

- Grammy Awards
  - 2021 – Miglior videoclip per Brown Skin Girl[20]

- iHeartRadio Music Awards
  - 2021 – Canzone dance dell'anno per Roses (Imanbek Remix)[21]

- MTV Europe Music Awards
  - 2021 – Candidatura al Miglior artista MTV Push[22]

- MTV Video Music Awards
  - 2020 – Candidatura alla Canzone dell'estate per Roses[23]
  - 2021 – Candidatura all'Esibizione Push dell'anno per Gorgeous[24]
  - 2021 – Candidatura al Miglior video R&B per Brown Skin Girl[24]

- MTV Video Play Awards
  - 2020 – MTV Video Play Award per Roses (Imanbek Remix)[25]

- Videoclip Italia Awards
  - 2025 – Candidatura al Miglior videoclip internazionale per Circles, Body on Me e Glitching[26]